# Província de Badakhxan
La província de Badakhxan (persa: بدخشان, Badakhŝān) és una divisió administrativa de l'Afganistan amb 28 districtes, situada al bord-est del país entre l'Hindu Kush i l'Amudarià. En forma part l'anomenat Corredor de Wakhan. La superfície és de 4.059 km² en gran part ocupat per les muntanyes del Pamir i la població estimada el 2006 era de 825.000 habitants. El seu nom deriva de badaxš (un títol d'un oficial sassànida), on el sufix "an" vol dir "regió" (sotmesa a un badaxs)

## Història
Vegeu Badakhxan
La província de Badakhxan i la província del Panjshir foren les dos úniques províncies que no van estar mai sota control talibà. Durant la guerra un emirat islàmic fou establert a Badakhshan per Mawlawi Shariqi, paral·lel l'Estat Revolucionari Islàmic de l'Afganistan establert a Nuristan. Burhanuddin Rabbani, natural del país i el coronel Ahmad Shah Massud foren els caps de l'anomenada Aliança del Nord, oficialment Front Unit Islàmic per la Salvació de l'Afganistan i Badakhshan fou la seva base d'operacions. Finalment va passar sota ocupació americana.

## Economia

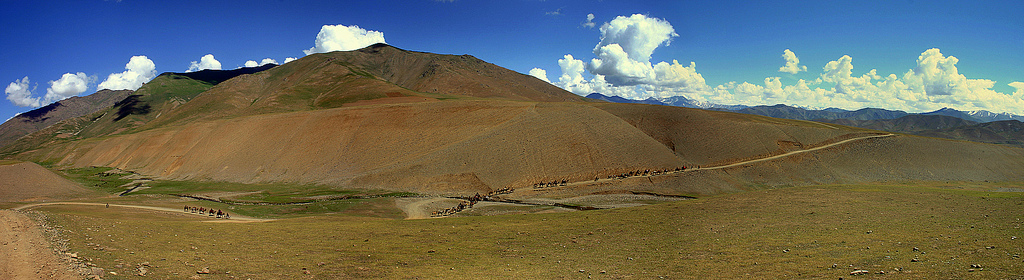
Caravana a Badakhxan.

Encara que té moltes mines, la manca de comunicació les fa poc valuoses, i no té autèntics recursos econòmics; el cultiu de l'opi és gairebé l'única manera de guanyar-se la vida. S'explota el Lapislàtzuli des de fa centúries a Sar-e-Sang, que era el lloc principal d'aquest producte en temps antics. Modernament s'hi han trobat rubis i maragdes. L'explotació d'aquest mineral podria ser la clau per a la prosperitat d'aquesta regió.

## Capital

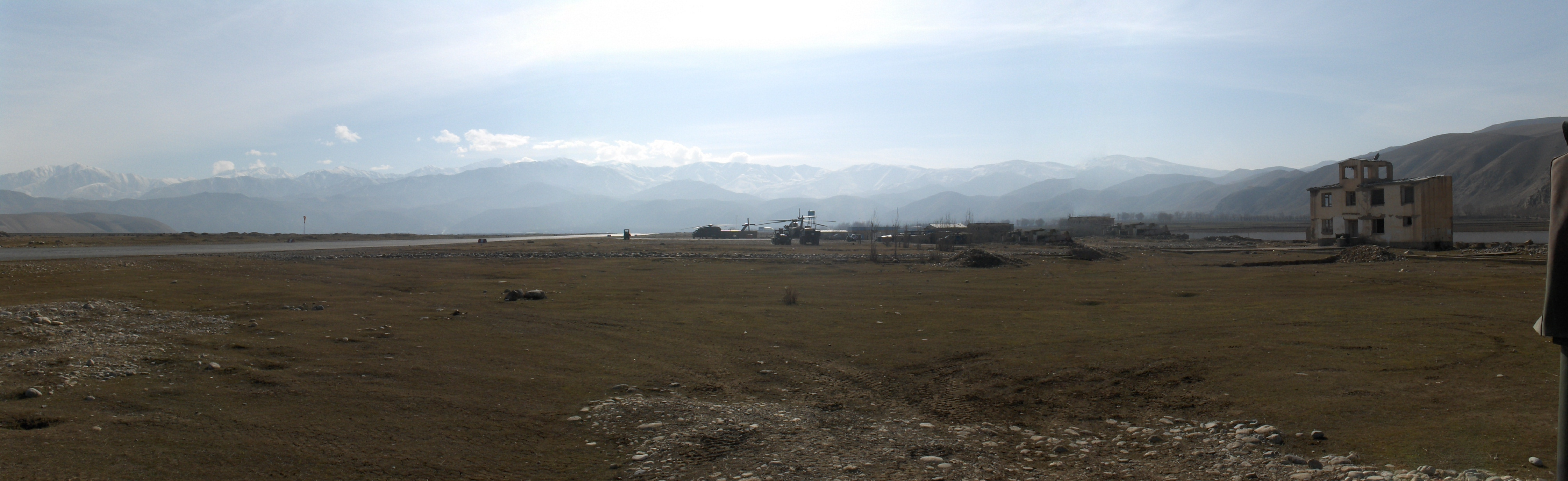
Feyzabad International Airport

Fayzabad és la capital de Badakhshan, a la riba del riu Kokcha, amb una població de 50.000 habitants. Durant el període comunista fou centre de la resistència fins que l'exèrcit afganès la va ocupar el 1980 i els soviètics hi van establir una base.

## Demografia
La població s'estimava el 2006 en uns 823.000 habitants la major part de llengua i ètnia tadjik, però també amb parlants de pamiri, shughni, munji, ishkashimi, wakhi, i petites minories kirguizes, uzbekes i paixtus. Són musulmans sunnites excepte els pamiris que són ismaïlites.
La població estimada anteriorment era:
- 2006: 823.000 (World Gazetteer)
- 2004: 725.700 (Central Statistics Office)
- 2000: 923.144 (Oak Ridge National Laboratory)
- 1998: 924.747 (Oak Ridge National Laboratory)
- 1997: 663.700 (Central Statistics Office)
- 1991: 615.156 (ProMIS UNIDATA)
- 1990: 554.374 (USAID)
- 1979: 497.798 (Central Statistics Office)

## Districtes de Badakhxan
| Districtes de Badakhxan |

| Districte       | Mapa # | Capital         | Població | Àrea | Notes                                            |
| --------------- | ------ | --------------- | -------- | ---- | ------------------------------------------------ |
| Arghanj Khwa    | 6      |                 | 12,000   |      | Creat el 2005 segregat del districte de Fayzabad |
| Argo            | 6      |                 | 45,000   |      | Creat el 2005 segregat del districte de Fayzabad |
| Baharak         | 7      | Baharak         | 14,000   |      | Sub-dividit el 2005                              |
| Darayim         | 6      |                 | 65,000   |      | Creat el 2005 segregat del districte de Fayzabad |
| Darwaz          | 1      |                 | 21,000   |      | Sub-dividit el 2005                              |
| Darwazi ¡       | 1      |                 | 11,000   |      | Creat el 2005 segregat de Darwaz                 |
| Fayzabad        | 6      | Fayzabad        | 46,000   |      | Sub-dividit el 2005                              |
| Ishkashim       | 8      | Ishkashim       | 11,000   |      |                                                  |
| Jurm            | 10     |                 | 3,000    |      | Sub-dividit el 2005                              |
| Khaix           | 10     |                 | 48,000   |      | Creat el 2005 segregat de Jurm                   |
| Khwahan         | 2      | Khwahan         | 14,000   |      | Sub-dividit el 2005                              |
| Kishim          | 9      |                 | 63,000   |      | Sub-dividit el 2005                              |
| Kohistan        | 7      |                 | 12,000   |      | Creat el 2005 segregat de Baharak                |
| Kuf Ab          | 2      |                 | 16,000   |      | Creat el 2005 segregat de Khwahan                |
| Kuran Wa Munjan | 11     | Kuran wa Munjan | 8,000    |      |                                                  |
| Ragh            | 4      | Ragh            | 37,000   |      | Sub-dividit el 2005                              |
| Shahri Buzurg   | 5      | Shahri Buzurg   | 42,000   |      |                                                  |
| Shighnan        | 3      |                 | 24,000   |      |                                                  |
| Shiki           | 6      |                 | 26,000   |      | Creat el 2005 segregat de Fayzabad               |
| Shuhada         | 7      |                 | 31,000   |      | Creat el 2005 segregat de Baharak                |
| Tagab           | 6      |                 | 22,000   |      | Creat el 2005 segregat de Fayzabad               |
| Tishkan         | 9      |                 | 23,000   |      | Creat el 2005 segregat de Kishim                 |
| Wakhan          | 13     |                 | 13,000   |      |                                                  |
| Wurduj          | 7      |                 | 17,000   |      | Creat el 2005 segregat de Bharak                 |
| Yaftali Sufla   | 6      |                 | 39,000   |      | Creat el 2005 segregat de Fayzabad               |
| Yamgan          | 7      |                 | 20,000   |      | Creat el 2005 segregat de Baharak                |
| Yawan           | 4      |                 | 27,000   |      | Creat el 2005 segregat de Ragh                   |
| Zebak           | 12     | Zebak           | 7,000    |      |                                                  |

## Personatges
- Burhanuddin Rabbani - líder del Jamiat-e Islami i president de l'Afganistan